# Aistė
Aistė ist ein weiblicher Vorname.

## Herkunft und Bedeutung
Der Name stammt aus Litauen. Er hat mehrere Bedeutungen: Fröhlich, Aktiv, Freundlich, Kreativ bzw. Modern.

## Verbreitung
Verbreitet ist der Name in Litauen, Frankreich und der Schweiz.

## Varianten
Die männliche Form ist Aistis.

## Namensträger
- Aistė Diržytė (* 1977), Psychologin, Professorin
- Aistė Gedvilienė (* 1985), Politikerin, Seimas-Mitglied
- Aistė Smilgevičiūtė-Radzevičienė (* 1977),  Pop- und Folk-Sängerin, Teilnehmerin  am Eurovision Song Contest 1999 in Jerusalem teil mit ihrem Lied Strazdas (dt. „Die Drossel“) auf Schemaitisch
- Aistė Zedelytė-Kaminskė (* 1976), Politikerin und Vizeministerin für Bildung